# Arrondissement di Créteil
L'arrondissement di Créteil è una suddivisione amministrativa francese, situata nel dipartimento della Valle della Marna e nella regione della Île-de-France.

## Composizione
L'arrondissement di Créteil raggruppa 23 comuni in 25 cantoni:
- cantone di Alfortville-Nord
- cantone di Alfortville-Sud
- cantone di Boissy-Saint-Léger
- cantone di Bonneuil-sur-Marne
- cantone di Charenton-le-Pont
- cantone di Choisy-le-Roi
- cantone di Créteil-Nord
- cantone di Créteil-Ovest
- cantone di Créteil-Sud
- cantone di Ivry-sur-Seine-Est
- cantone di Ivry-sur-Seine-Ovest
- cantone di Maisons-Alfort-Nord
- cantone di Maisons-Alfort-Sud
- cantone di Orly
- cantone di Saint-Maur-des-Fossés-Centre
- cantone di Saint-Maur-des-Fossés-Ovest
- cantone di Saint-Maur-La Varenne
- cantone di Sucy-en-Brie
- cantone di Valenton
- cantone di Villecresnes
- cantone di Villeneuve-le-Roi
- cantone di Villeneuve-Saint-Georges
- cantone di Vitry-sur-Seine-Est
- cantone di Vitry-sur-Seine-Nord
- cantone di Vitry-sur-Seine-Ovest